# 齊布倫基
50°50′48″N 33°57′0″E / 50.84667°N 33.95000°E
齊布倫基（羅馬化：Tsybulenky）是烏克蘭北部蘇梅州羅姆內區內德雷海利夫市鎮的村莊。該村處於蘇拉河右岸，距離科雷內韋和扎蘇利亞1公里，海拔高度133米，2001年人口104。